# 第二次世界大战概览列表
第二次世界大战，简称二战。是一次在1939年至1945年所爆发的全球军事冲突，整场战争涉及到全球绝大多数的国家，包括所有的大国，并最终分成两个彼此对立的军事同盟——同盟国和轴心国。这次战争是人类史上规模最大的战争，动员1亿多名军人参与这次军事冲突。第二次世界大战也是有纪录以来最多大规模民众死亡的军事冲突，全部将近有6900万人因而死亡，让第二次世界大战成了人类历史上死伤人数最多的战争。

## 二戰概要
- 阿道夫·希特勒
- 轴心国VS同盟国
- 纳粹大屠杀
- 欧洲战场
- 太平洋战场
- 机械化战争
- 现代战争
- 总体战
- 世界大战

## 二戰起因
- 阿道夫·希特勒
- 二战前发生在亚洲的事件
- 二战前发生在欧洲的事件
- 帝国主义
  - 扩张主义
    - 民族主义所持有的扩张主义
      - 生存空间
- 纳粹党
- 凡尔赛条约

## 纳粹大屠杀
- 二战前纳粹德国的反犹太立法
- 《安妮日记》
- 纳粹党焚书
- 纳粹集中营
- 纳粹灭绝营
  - 奥斯维辛集中营
  - 贝乌热茨灭绝营
  - 海乌姆诺灭绝营
  - 马伊达内克灭绝营
  - 索比堡灭绝营
  - 特雷布林卡灭绝营
- 纳粹优生学
- 纳粹人体实验
- 纳粹德国的种族政策

## 二戰参战国
- 同盟国
  - 同盟国主要力量
    - 英国
    - 苏联（1941年6月-1945年)
    - 法国（1939年9月-1940年6月) / 自由法国 （1940年6月至战争结束）
    - 美利坚合众国（1941年12月-1945年）
    - 希腊
    - 波兰
    - 中华民国
    - 加拿大

  - 同盟国辅助力量
    - 澳大利亚
    - 新西兰
    - 南非
    - 巴西
- 轴心国
  - 轴心国主要力量
    - 纳粹德国
      - 第三帝国术语表

    - 意大利王国（1943年离开轴心国阵营）
    - 大日本帝国
    - 意大利社会共和国（1943年脱离意大利加入轴心国阵营）

  - 轴心国辅助力量
    - 保加利亚
    - 克罗地亚独立国
    - 匈牙利
    - 罗马尼亚
    - 斯洛伐克共和国
    - 南斯拉夫王国（只存活了2天）
    - 泰国

  - 軸心國的战时盟国、傀儡国和通敌国家请参见轴心国

## 二戰年表

### 年表摘要
- 入侵波兰（1939年9月1日-10月6日）
- 假战
- 冬季战争（1939年11月30日-1940年3月13日）
- 大西洋海战（1939年9月3日-1945年5月13日)
- 入侵丹麦和挪威（1940年4月9日-6月10日）
- 入侵低地国家和法国战役（1940年5月10日-6月25日）
- 敦刻尔克大撤退（1940年5月26日-6月4日）
- 不列颠战役（1940年9月）
- 巴巴罗萨行动（1941年6月22日，入侵苏联）
- 列宁格勒围城战（1941年9月8日-1944年1月27日）
- 莫斯科战役（1941年10月2日-1942年1月7日）
- 珍珠港事件（1941年12月7日）
- 新加坡战役（1942年2月8日-15日）
- 珊瑚海海战（1942年5月4日-8日）
- 中途岛海战（1942年6月4日-7日)
- 第一次阿拉曼战役（1942年7月1日-27日）
- 斯大林格勒战役（1942年7月17日-1943年2月2日）
- 迪耶普战役（1942年8月19日）
- 第二次阿拉曼战役（1942年10月23日至11月5日）
- 火炬行动（1942年11月8日-10日）
- 库尔斯克会战（1943年7月4日-8月23日）
- 西西里岛战役（1943年7月9日-8月17日）
- 入侵意大利（1943年9月3日-16日）
- 意大利与盟国停战（于1943年9月3日签署，并在9月8日正式宣布）
- 卡西诺战役（1944年1月17日-5月18日）
- 鹅卵石行动（1944年1月22日-6月5日）
- 诺曼底登陆（1944年6月6日）
- 巴格拉季昂行动（1944年6月22日-8月19日）
- 龙骑兵行动（1944年8月15日）
- 哥德防线（1944年8月25日-12月17日）
- 市场花园行动（1944年9月17日-25日）
- 许特根森林战役（1944年9月19日-1945年2月10日）
- 亚琛战役（1944年10月2日-21日）
- 斯海尔德河战役（1944年10月2日-11月8日）
- 突出部之役（1944年12月16日-1945年1月25日）
- 柏林战役（1945年4月16日-5月2日）
- 第二次世界大战欧战胜利纪念日（1945年5月8日）
- 广岛与长崎原子弹爆炸（1945年8月6日-9日）
- 第二次世界大战对日战争胜利纪念日（1945年8月15日）

### 综合年表
- 第二次世界大战年表（1939年-1945年）
  - 第二次世界大战战前年表
    - 二战前发生在亚洲的事件
    - 二战前发生在欧洲的事件

  - 入侵波兰时间线（1939年）
  - 第二次大西洋海战时间线（1939年-1945年）
  - 冬季战争时间线（1939年-1940年）
  - 挪威战役时间线 （1940年）
  - 北非战场时间线 （1940年–1943年）
  - 第二次世界大战年表 (1939年)
  - 第二次世界大战年表 (1940年)
  - 第二次世界大战年表 (1941年)
  - 第二次世界大战年表 (1942年)
  - 第二次世界大战年表 (1943年)
  - 第二次世界大战年表 (1944年)
  - 第二次世界大战年表 (1945年)

## 二戰地区战场
- 自由世界（第二次世界大战）

### 二戰战场和战役
- 第二次世界大战非洲战场
- 第二次世界大战中的大后方
- 第二次世界大战非洲战场第二次世界大战地中海战场
- 第二次世界大战太平洋战场
- 第二次世界大战东线战场时间线
- 二战中美国参与的战役
- 西方战线 (第二次世界大战)
- 第二次世界大战战役
- 东非战役 (第二次世界大战)
- 苏德战争(第二次世界大战)
- 意大利战役 (第二次世界大战)
- 西非战役(第二次世界大战)
- 第二次世界大战欧洲战场
- 第二次世界大战东南亚战区
- 澳洲战区（第二次世界大战）
- 美洲战区（第二次世界大战)
- 第二次世界大战期间的澳大利亚大后方
- 二战期间欧洲战区东线战场的军事行动列表
- 二战期间美国的大后方
- 第二次世界大战中的北冰洋护航舰队

### 二戰中的国家
- 阿尔巴尼亚
- 澳大利亚
- 白俄罗斯
- 保加利亚
  - 第二次世界大战期间的保加利亚抵抗运动
- 缅甸
- 喀尔巴阡鲁塞尼亚
- 埃及
- 爱沙尼亚
  - 纳粹德国占领爱沙尼亚时期
- 芬兰
- 法国
- 德国
  - 纳粹德国
- 直布罗陀
- 希腊
  - 轴心国占领希腊时期
- 格陵兰
- 匈牙利
- 印度
- 爱尔兰
- 意大利
  - 意大利战役
    - 西西里岛战役
    - 入侵意大利
- 拉脱维亚
  - 纳粹德国占领拉脱维亚时期
- 英格里亚
- 尼泊尔
- 荷兰
- 新西兰
  - 轴心国海军在新西兰海域进行的行动
- 菲律宾
- 罗马尼亚
- 南非
- 南罗德西亚
- 西班牙
- 联合王国
- 美利坚合众国
- 越南
- 南斯拉夫
  - 南斯拉夫战役
- 纳粹德国占领波罗的海国家
- 白俄罗斯占领时期
- 丹麦占领时期
- 海峡群岛占领时期
- 纳粹德国的命令、装饰品和勋章
- 波兰地区占领时期

## 二戰中的其他行为
- 纳粹掠夺

### 二戰期间的宣传
- 二战期间美国的宣传
  - 迪斯尼制作的二战宣传
  - 二战盟军电影宣传列表
- 二战期间英国的宣传
- 纳粹宣传
- 二战期间苏联的宣传

## 二戰中的群体
- 纳粹德国对同性恋的迫害及屠杀
- 二战犹太人历史
- 在纳粹大屠杀期间帮助犹太人的个人和团体列表
- 二战美国少数族裔
- 二战西裔美国人

### 二戰各國领袖
- 第二次世界大战同盟国领袖
- 第二次世界大战轴心国领袖
- 第二次世界大战各国指挥官

### 二戰军事力量
- 第二次世界各国王牌飞行员列表
- 第二次世界大战空中王牌飞行名单
- 二战期间英国第五十一山地步兵师
- 二战期间的英国军队
- 二战期间的英国旅
- 二战期间的英国军团
- 第十七空降师
- 美国陆军第十八空降师

## 二戰军事技术

### 二戰军事技术
- 二战期间德国军事技术
- 二战期间同盟国技术合作
- 第二次世界大战期间的技术革新

### 二戰装备
- 第二次世界大战各国军事装备

#### 二戰载具
- 二战各国军用载具列表
- 二战德国军用载具列表
- 二战各类型舰艇列表
- 二战军舰列表
- 二战1000吨以下的舰船列表
- 二战德国空军飞机制造商列表
- 二战意大利军用飞机列表
- 二战日本军用飞机列表
- 二战苏联军用飞机列表
- 二战飞机列表
- 二战法国军用飞机列表
- 二战英国军用飞机列表
- 1919年-1945年德国军用飞机列表
- 二战美国军用飞机列表
- 二战装甲车列表
- 二战主要战舰列表
- 二战潜艇舰载机列表
- 日本机载武器列表
- 二战原型战车列表
- 二战德国使用的外国车辆列表
- 二战直升机列表
- 二战喷气式飞机列表
- 二战中有限投入使用的战斗车辆列表

#### 二戰武器
- 第二次世界大战武器装备列表
- 纳粹巧克力炸弹
- 纳粹皮带扣手枪

## 常见的军事荣誉奖项

### 苏联
- 苏联英雄勋章
- 列宁勋章
- 苏沃洛夫勋章
- 十月革命勋章
- 红旗勋章
- 胜利勋章

### 美利坚合众国
- 荣誉勋章
- 银星勋章
- 铜星勋章
- 飞行优异十字勋章
- 空军奖章
- 第二次世界大战胜利奖章
- 亚洲-太平洋战役奖章
- 欧洲-非洲-中东战役奖章
- 美国战争奖章

### 英国
- 维多利亚十字勋章
- 空军十字勋章
- 巴斯勋章
- 大英帝国勋章
- 飞行优异十字勋章飞行优异十字勋章
- 非洲之星勋章
- 太平洋之星勋章

### 法国和比利时
- 英勇十字勋章

### 波兰
- 英勇十字勋章
- 波兰复兴勋章
- 军事十字勋章

### 纳粹德国
- 铁十字勋章

## 二戰结束
- 第二次世界大战欧洲战场的结束
- 第二次世界大战太平洋战场的结束
- 第二次世界大战各国伤亡统计

## 二戰战后影响
- 二战期间同盟国的战争罪行
- 轴心国战争罪犯
- 纳粹对波兰民族的罪行
- 纳粹黄金
- 二战后的婴儿出生潮
- 追捕纳粹通敌者
- 冷战
- 超级大国的崛起

## 流行文化中的二战
- 以二战为背景的小说

### 電影
註：以電影最早上映日期由早到晚排序。
- 搶救雷恩大兵（1998年）
- 珍珠港（2001年）
- 怒火特攻隊（2014年）
- 敦克爾克大行動（2017年）
- 最黑暗的时刻（2017年）
- 決戰中途島（2019年）

### 影集
註：以影集最早上映日期由早到晚排序。

### 電子遊戲
註：以遊戲最早發行日期由早到晚排序。
- 戰地風雲1942（2002年）
- 榮譽勳章：太平洋戰役（2004年）
- 戰地風雲1943（2009年）
- 戰車世界（2010年）
- 戰爭雷霆（2012年）
- 戰機世界（2013年）
- 戰艦世界（2015年）
- 決勝時刻：二戰（2017年）
- 戰地風雲5（2018年）
- kards（2020年）
- 應徵入伍（2021年）

## 二战书籍
- 《二战历史》